# 아시아 도그스포츠 연맹
아시아 도그스포츠 연맹(Asian Federation of Sleddog Sports, AFSS)은 아시아의 도그스포츠 종목을 총괄하는 국제 스포츠 행정 기구이다.

## 회원국
| 국가     | 협회                 | 코드 | 설립   | 가맹   | 비고 |
| -------- | -------------------- | ---- | ------ | ------ | ---- |
| 대한민국 | 대한독스포츠연맹     | KOR  | 2003년 | 2008년 |      |
| 일본     | 일본 도그스포츠 연맹 | JPN  |        | 2008년 |      |

## 참고 문헌
- “아시아연맹 창립총회 및 KFSS 이사회”. 대한독스포츠연맹. 2008년 10월 29일.

## 같이 보기
- 국제 도그스포츠 연맹